# المجلة العربية
المجلة العربية هي مجلة ثقافية شهرية، تأسست في عام 1395 هـ / 1975م في عهد الملك فيصل. رأس تحريرها آنذاك د. منير العجلاني ليصدر العدد الأول في جمادى الآخرة / رجب 1395هـ الموافق يونيو / يوليو 1975م.

## الهدف
تهدف المجلة العربية مجلة كل العرب كما كان شعارها منذ صدور عددها الأول، إلى تعزيز الثقافة العربية ومواكبة الأعمال الأدبية.

## صدورها
عندما صدر العدد الأول من المجلة تحدث رئيس تحريرها عن أهدافها وخطتها ومبادئها قائلاً:«أما بعد فهذه المجلة العربية هدية جديدة سنية من المملكة العربية السعودية، مهد الإسلام ومهبط الوحي إلى أمة العرب، لتدافع عن حضارتهم وتتمسك برسالتهم، وتُشارك بقوةِ في نشر الثقافة الرفيعة بين أبناء العروبة، وتُقيم لأعلامهم منبراً مشتركاً تخرج به القلم من ضيق الإقليم إلى بحبوحة الأمة، وتُعرف لناس بالعباقرة والنابهين في كل قطر عربي وتقول لهم أن هؤلاء ليسوا عباقرة القطر ولكنهم عباقرة العرب، إن حاجتنا إلى المنابر العالية-أعني المجلات- مازالت على أشدها والمجلات الجيدة القوية باهظة التكاليف، وكان إنشاء هذه المجلة بسعي كريم من معالي الشيخ حسن بن عبد الله آل الشيخ وزير المعارف..»

## نبذة
تصدر المجلة العربية نهاية كل شهر هجري، وقد حظيت في كل مرة بملامح تحريرية يشكلها رؤساء التحرير الذين تعاقبوا عليها منذ الدكتور منير العجلاني 1394, وبعده حمد القاضي حتى عام 1428 هـ، فالدكتور محمد السبيل حتى نهاية العام نفسه. ثم تولى الدكتور عثمان الصيني رئاسة تحرير المجلة حتى عام 2013 ثم تولى الدكتور عبد الله الحاج رئاسة تحرير المجلة حتى عام 2015 .. يرأس تحريرها حاليا الأستاذ محمد عبد الله السيف.

## المجلة حاليًّا
تشكلت الملامح التحريرية للمجلة العربية في هيئتها الحالية مراعية التنوع في الموضوعات الثقافية الشاملة، حيث تتصدرها افتتاحية تتناول شؤوناً ثقافية آنية وعامة، إضافة إلى قضية العدد التي يناقش فيها عدد من المثقفين قضايا ثقافية وأدبية تطرحها المجلة كل شهر، فضلاً عن أبواب ثابتة أبرزها: الدراسات والآداب والآراء، بالإضافة إلى مساحات رحبة تشجع المشاركات الإبداعية من قراء المجلة تختص بالشعر والقصة القصيرة، كما لم تهمل المجلة التفاعل مع قرائها من خلال صفحات ساحة الحوار التي تعكس صدى ما ينشر بأقلام قرائها.

## كتاب العدد
دأبت المجلة العربية منذ العدد 240 لشهر محرم عام 1418هـ على إهداء قرائها كتيباً مرفقاً مع العدد لم تتجاوز صفحاته في البداية 32 صفحة ليتم العمل فيما بعد على تطويره ليتجاوز الـ200 صفحة تثري مكتبة مقتنيه بعناوين مختلفة في التراث والآداب والتاريخ والعلوم وكافة الموضوعات ذات الطابع الثقافي.

## سلاسل الكتب
منذ العام 2010 بدأت المجلة العربية خطة تطويرية باستحداث عدد من الوحدات التي تهدف إلى نقل المجلة لتكون مركزاً ثقافياً أكثر شمولية من خلال سلاسل الكتب، بمعدل كتاب كل أسبوعين. وتغطي إصدارات الكتب المجالات التالية:
- كتاب العربية (الريادة): سلسلة تعنى بالتراث الثقافي، وكان أول إصداراتها كتاب: أوائل الأعداد من الصحف والمجلات السعودية.
- كتاب العربية (التأليف): سلسلة تعنى بالكتب المؤلفة باللغة العربية، تشمل مؤلفين من مختلف بلدان الوطن العربي.
- كتاب العربية (الترجمة): سلسلة تعنى بترجمة أهم الكتب وأحدث الإصدارات من اللغات المختلفة.
- كتاب العربية (المفاهيم): وهي سلسلة تعنى بالمفاهيم العالمية الحديثة.
- كتب الأطفال: وهي سلاسل كتب موزعة على فئات الأطفال العمرية.
- وحدة الدراسات والبحوث: وتعنى بنشر الكتب ذات الطابع الإحصائي، وكان باكورة إصدارها دراسة تحليلية عن رواد معرض الرياض الدولي للكتاب 2010، ثم تبعه كتاب اتجاهات القراءة الحرة في المملكة العربية السعودية الذي أشرف على إعداده عدد من المتخصصين في دراسة تعد الأولى من نوعها في المملكة.

## النشر الإلكتروني
منذ صفر 1431هـ / فبراير 2010 علمت المجلة العربية على استحداث وحدة النشر الإلكتروني وكان ذلك بعد تدشين وزير الثقافة والإعلام السعودي د. عبدالعزيز خوجة موقع المجلة الإلكتروني الذي يتم تحديثه تباعاً بالإصدار الشهري والكتب الحديثة، كما تم إلحاقه بدواوين عدد من الشعراء والروابط الثقافية ذات العلاقة.

## روابط خارجية
- الموقع الرسمي للمجلة